# Copa Italia 1940-41

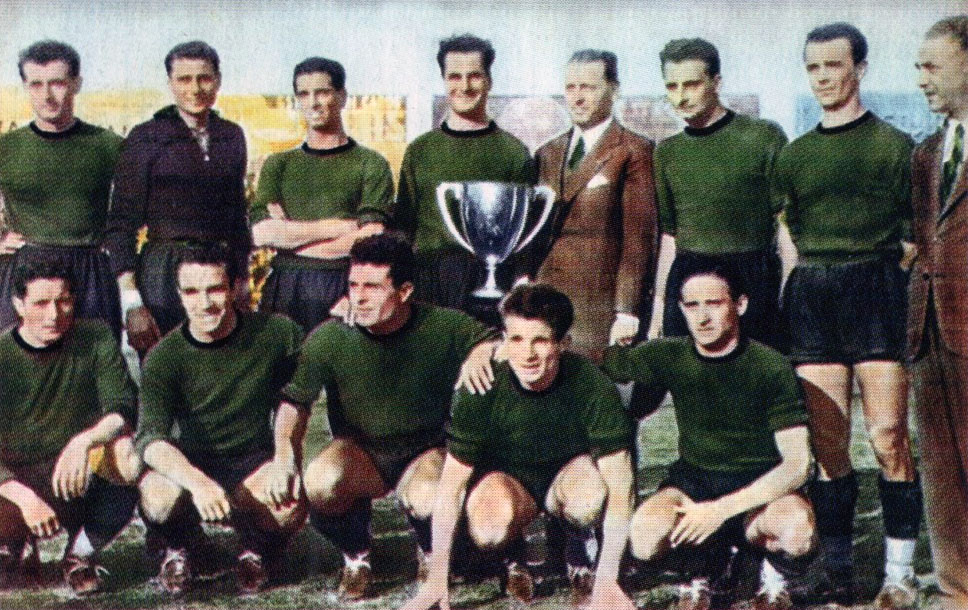
L'equipo del Venezia posando con el trofeo

La Copa Italia 1940-41 fue la séptima edición del torneo. Venezia salió campeón tras ganarle al Roma 1 a 0.

## Calificaciones - Serie C
|                    | Resultado  |                        |
| ------------------ | ---------- | ---------------------- |
| Treviso            | 2 - 0      | Belluno                |
| Grion Pola         | 2 - 1      | Ampelea Isola d'Istria |
| Ponziana Trieste   | 1 - 2      | Fiumana                |
| Mestre             | 2 - 1      | Sandonatese            |
| Pro Gorizia        | 3 - 0      | Pieris                 |
| Ferrara            | 0 - 4      | Rovigo                 |
| Lane Rossi Schio   | 0 - 1      | Marzotto               |
| Audace San Michele | 1 - 2      | Mantova                |
| Pro Ponte          | 2 - 3      | Casalini Brescia       |
| Parma              | 3 - 1      | Suzzara                |
| Falck Sesto S.G.   | 0 - 0 dts* | Alfa Romeo Milano      |
| Cremonese          | 1 - 0      | Redaelli Rogoredo      |
| Vigevano           | 0 - 2 tav. | Pirelli Milano         |
| Pro Palazzolo      | 8 - 1      | Monza                  |
| Crema              | 1 - 0      | Piacenza               |
| Biellese           | 1 - 1 dts* | Casale                 |
| Juventus Domo      | 4 - 2      | Omegna                 |
| Legnano            | 1 - 3      | Meda                   |
| Lecco              | 2 - 1      | Cantù                  |
| Pro Patria         | 1 - 0      | Pavese                 |
| Seregno            | 1 - 0      | Varese                 |
| Gallaratese        | 2 - 0      | Galliate               |
| Caratese           | 0 - 1      | Como                   |
| Cuneo              | 3 - 1      | Varazze                |
| Vado               | 0 - 2 tav. | Acqui                  |
| Rapallo            | 0 - 4      | Rivarolese Littorio    |
| Sanremese          | 1 - 0      | Albenga                |
| Asti               | 3 - 2      | Pinerolo               |
| Savigliano         | 2 - 3      | Valpolcevera           |
| Prato              | 7 - 1      | Montevarchi            |
| Carrarese          | 4 - 0      | Cecina                 |
| Pontedera          | 4 - 1      | Aullese                |
| Empoli             | 5 - 1      | Forte dei Marmi        |
| Le Signe           | 5 - 2      | Sangiovannese          |
| Arezzo             | 6 - 0      | Tiferno Castello       |
| Forlì              | 2 - 0      | Ravenna                |
| Molinella          | 4 - 0      | Imola                  |
| Baracca Lugo       | 3 - 2      | Forlimpopoli           |
| Pescara            | 3 - 0      | Lanciano               |
| Borzacchini        | 4 - 2 dts  | Alba Trastevere        |
| Perugia            | 4 - 0      | Aquila                 |
| Taranto            | 4 - 2      | Cosenza                |
| Teramo             | 3 - 1      | Chieti                 |
| Sambenedettese     | 1 - 0      | Alma Juventus          |
| Vis Pesaro         | 7 - 1      | Gubbio                 |
| Rimini             | 7 - 0      | Ascoli                 |
| M.A.T.E.R. Roma    | 2 - 0      | Civitavecchia          |
| Rieti              | 6 - 1      | Foligno                |
| Bagnolese          | 5 - 0      | Sora                   |
| Cavese             | 2 - 4      | Savoia                 |
| Salernitana        | 4 - 1      | Stabia                 |
| Foggia             | 1 - 0      | Bisceglie              |
| Trani              | 1 - 3 dts  | Molfetta               |
| Catania            | 0 - 3 tav. | Siracusa               |
| Lecce              | 1 - 0 dts  | Brindisi               |

* Spareggi: Alfa Romeo-Falck 2-0. Casale-Biellese 2-1.

## Primera fase
|                     | Resultados |                   |
| ------------------- | ---------- | ----------------- |
| Fiumana             | 1 - 0      | Grion Pola        |
| Pro Gorizia         | 0 - 0 dts  | Monfalcone        |
| Mestre              | 1 - 2      | Marzotto          |
| Rovigo              | 3 - 2      | Treviso           |
| Mantova             | 1 - 3      | Casalini Brescia  |
| Parma               | 2 - 1      | Cremonese         |
| Crema               | 1 - 0      | Alfa Romeo Milano |
| Pro Palazzolo       | 2 - 3      | Pirelli Milano    |
| Meda                | 2 - 4      | Juventus Domo     |
| Gallaratese         | 0 - 0 dts  | Casale            |
| Pro Patria          | 2 - 0      | Seregno           |
| Lecco               | 1 - 0      | Como              |
| Rapallo             | 1 - 2      | Sanremese         |
| Cavagnaro           | 3 - 1      | Cuneo             |
| Acqui               | 1 - 0      | Asti              |
| Valpolcevera        | 4 - 2      | Ilva Savona       |
| Arezzo              | 4 - 2      | Pontedera         |
| Prato               | 5 - 2      | Empoli            |
| Carpi               | 0 - 1      | Amatori Bologna   |
| Le Signe            | 4 - 3      | Carrarese         |
| Forlimpopoli        | 2 - 3      | Rimini            |
| Pescara             | 2 - 0      | Teramo            |
| Vis Pesaro          | 4 - 0      | Sambenedettese    |
| Forlì               | 4 - 1      | Molinella         |
| Perugia             | 5 - 1      | M.A.T.E.R. Roma   |
| Borzacchini Terni   | 1 - 0      | Rieti             |
| Savoia              | 0 - 1      | Salernitana       |
| Baratta Battipaglia | 2 - 1      | Bagnolese         |
| Potenza             | 0 - 2      | Foggia            |
| Palermo Juventina   | 2 - 0 tav. | Messina           |
| Molfetta            | 5 - 1      | Lecce             |
| Taranto             | 3 - 0      | Siracusa          |

* Spareggi: Casale-Gallaratese 5-1. Monfalcone-Pro Gorizia 4-2.

## Segunda fase
|                   | Resultados |                     |
| ----------------- | ---------- | ------------------- |
| Marzotto          | 3 - 1      | Rovigo              |
| Fiumana           | 4 - 0      | Monfalcone          |
| Pirelli Milano    | 3 - 2 dts  | Casalini Brescia    |
| Parma             | 2 - 1      | Crema               |
| Pro Patria        | 3 - 2      | Juventus Domo       |
| Lecco             | 0 - 2      | Casale              |
| Cavagnaro         | 2 - 0      | Valpolcevera        |
| Sanremese         | 2 - 1      | Acqui               |
| Prato             | 0 - 1      | Amatori Bologna     |
| Arezzo            | 5 - 2      | Le Signe            |
| Pescara           | 1 - 0      | Vis Pesaro          |
| Forlì             | 3 - 2      | Rimini              |
| Salernitana       | 4 - 0      | Baratta Battipaglia |
| Borzacchini Terni | 3 - 2      | Perugia             |
| Molfetta          | 2 - 1      | Foggia              |
| Taranto           | 0 - 1      | Palermo Juventina   |

## Calificaciones - Serie B
|          | Resultados |              |
| -------- | ---------- | ------------ |
| Reggiana | 2 - 3 dts  | Fanfulla     |
| Liguria  | 3 - 0      | Pro Vercelli |

## Tercera fase
|            | 01.12.1940 |                         |
| ---------- | ---------- | ----------------------- |
| Anconitana | 8 - 1      | Molfetta                |
| Brescia    | 3 - 1      | Alessandria             |
| Casale     | 4 - 0      | Modena                  |
| Fiumana    | 3 - 1      | Pirelli Milano          |
| Forlì      | 2 - 3      | Fanfulla                |
| Liguria    | 7 - 0      | Sanremese               |
| Lucchese   | 6 - 2      | Cavagnaro Genova-Sestri |
| Verona     | 3 - 1      | Vicenza                 |

|                   | 01.12.1940 |                   |
| ----------------- | ---------- | ----------------- |
| Maceratese        | 1 - 2      | Siena             |
| Padova            | 6 - 1      | Marzotto          |
| Pro Patria        | 5 - 0      | Amatori Bologna   |
| Salernitana       | 3 - 0      | Pescara           |
| Savona            | 3 - 0      | Arezzo            |
| Spezia            | 4 - 3      | Pisa              |
| Borzacchini Terni | 4 - 1      | Palermo Juventina |
| Udinese           | 4 - 1      | Parma             |

## Dieciseisavos de final
|            | 11.05.1941 |             |
| ---------- | ---------- | ----------- |
| Ambrosiana | 0 - 2      | Juventus    |
| Atalanta   | 2 - 2*     | Brescia     |
| Bari       | 0 - 2 tav. | Novara      |
| Casale     | 1 - 5      | Milano      |
| Fiorentina | 1 - 0      | Liguria     |
| Fiumana    | 2 - 1      | Genova      |
| Livorno    | 2 - 0      | Savona      |
| Padova     | 6 - 1      | Salernitana |
| Pro Patria | 0 - 1      | Lucchese    |
| Roma       | 2 - 1      | Fanfulla    |
| Siena      | 0 - 0*     | Bologna     |
| Spezia     | 1 - 0      | Anconitana  |
| Torino     | 1 - 1*     | Napoli      |
| Triestina  | 1 - 2      | Lazio       |
| Udinese    | 4 - 0      | Verona      |
| Venezia    | 3 - 0      | Terni       |

* Spareggi: Bologna-Siena 6-3. Brescia-Atalanta 4-2. Napoli-Torino 1-2

## Octavos de final
|            | 18.5.1941  |          |
| ---------- | ---------- | -------- |
| Bologna    | 3 - 1 dts  | Livorno  |
| Fiorentina | 5 - 3      | Juventus |
| Fiumana    | 0 - 1 dts  | Spezia   |
| Lucchese   | 1 - 3      | Padova   |
| Milano     | 0 - 2      | Lazio    |
| Roma       | 2 - 2 dts* | Novara   |
| Torino     | 5 - 2      | Brescia  |
| Venezia    | 5 - 0      | Udinese  |

* Spareggio: Novara-Roma 0-2 tav..

## Cuartos de final
|         | 25.5.1941 |            |
| ------- | --------- | ---------- |
| Bologna | 3 - 4     | Venezia    |
| Padova  | 1 - 3     | Torino     |
| Roma    | 4 - 1     | Fiorentina |
| Spezia  | 2 - 5     | Lazio      |

## Semifinal
|         | 1.6.1941   |       |
| ------- | ---------- | ----- |
| Torino  | 1 - 1 dts* | Roma  |
| Venezia | 3 - 1      | Lazio |

*Spareggio: Roma - Torino 1-0.

## Final
|         | Roma, 8-6-1941 |         |
| ------- | -------------- | ------- |
| Venezia | 3 - 3 dts      | AS Roma |

### Repetición
|         | Venezia, 15-6-1941 |      |
| ------- | ------------------ | ---- |
| VENEZIA | 1 - 0              | Roma |